# オトン (ブルゴーニュ公)
ブルゴーニュ公オトン（Otton de Bourgogne, 945年頃 - 965年2月23日）は、オセール伯、ブルゴーニュ公（在位：956年 - 965年）。

## 生涯
パリ伯ユーグ大公と東フランク王ハインリヒ1世の娘ハトヴィヒとの間の次男。父ユーグはオトンにオセール伯位を与えた。また、956年4月8日には、ブルゴーニュ公ジルベール・ド・シャロンの娘で、ブルゴーニュ伯、ボーヌ、オータン、アヴァロン、トロワ、ディジョンおよびシャロン伯の女相続人であったリューガルと結婚した。しかし、父ユーグの死後、祖父の西フランク王ロテールは、オトンの権力をそぐため、オトンが若年であることを理由に、ブルゴーニュの領地の一部を取り上げ、自らの王国に併合した。
965年に死去し、弟ウード＝アンリがブルゴーニュ公位を継承した。